# New Mater Volley 2021-2022
Questa voce raccoglie le informazioni riguardanti la New Mater Volley nelle competizioni ufficiali della stagione 2021-2022.

## Stagione
Nella stagione 2021-22 la New Mater Volley assume la denominazione sponsorizzata di BCC Castellana Grotte.
Partecipa per la sesta volta alla Serie A2; chiude la regular season di campionato al quinto posto in classifica, qualificandosi per i play-off promozione dove viene eliminata nei quarti di finale dalla Tricolore.
Grazie al secondo posto in classifica al termine del girone di andata della regular season partecipa alla Coppa Italia di Serie A2 venendo eliminata al primo turno dal Porto Viro.

## Organigramma societario
Area direttiva
- Presidente: Gaetano Carpinelli
- Vicepresidente: Alessandro Vinella
- Direttore sportivo: Bruno De Mori

Area tecnica
- Allenatore: Flavio Gulinelli (fino all'8 marzo 2022), Giuseppe Barbone (dal 9 marzo 2022)
- Allenatore in seconda: Giuseppe Barbone (fino all'8 marzo 2022)
- Assistente allenatore: Giuseppe Calisi
- Scout man: Matteo Pastore
- Responsabile settore giovanile: Fabio Malerba

Area comunicazione
- Responsabile comunicazione: Antonio Minoia
- Ufficio stampa: Giancarla Manzari, Antonio Minoia
- Fotografo: Giampiero Consaga
- Telecronista: Vittorio Minoia

Area sanitaria
- Medico: Giosuè Dell'Aera
- Preparatore atletico: Massimiliano D'Elia
- Fisioterapista: Andrea Giancaspro
- Consulente ortopedico: Gioachino Lo Bianco
- Osteopata: Francesco Boggia

## Rosa
| N° | Nome                 | Ruolo | Data di nascita   | Nazionalità sportiva |
| -- | -------------------- | ----- | ----------------- | -------------------- |
| 1  | Alessio Fiore        | S     | 25 dicembre 1982  | Italia               |
| 3  | Marco Izzo           | P     | 17 novembre 1994  | Italia               |
| 4  | Ivan Zanettin        | O     | 26 luglio 1997    | Italia               |
| 5  | Nicola Tiozzo        | S     | 26 maggio 1993    | Italia               |
| 6  | Luca Presta          | C     | 6 dicembre 1995   | Italia               |
| 7  | Alessandro Arienti   | C     | 7 dicembre 1993   | Italia               |
| 9  | Alessandro Toscani   | L     | 18 luglio 1998    | Italia               |
| 10 | Saverio De Santis    | L     | 21 settembre 1999 | Italia               |
| 11 | Théo Lopes           | O     | 31 agosto 1983    | Brasile              |
| 13 | Filippo Santambrogio | P     | 13 maggio 1999    | Italia               |
| 14 | Riccardo Capelli     | S     | 16 novembre 2000  | Italia               |
| 15 | Luca Borgogno        | S     | 27 aprile 1993    | Italia               |
| 18 | Andrea Truocchio     | C     | 10 febbraio 2000  | Italia               |

## Mercato
| Acquisti | Acquisti             | Acquisti        | Acquisti   |
| R.       | Nome                 | da              | Modalità   |
| -------- | -------------------- | --------------- | ---------- |
| C        | Alessandro Arienti   | Motta           | definitivo |
| S        | Luca Borgogno        | Mondovì         | definitivo |
| S        | Riccardo Capelli     | Alessano        | definitivo |
| S        | Alessio Fiore        | Prisma Taranto  | definitivo |
| P        | Marco Izzo           | You Energy      | definitivo |
| O        | Théo Lopes           | Benfica         | definitivo |
| C        | Luca Presta          | Prisma Taranto  | definitivo |
| P        | Filippo Santambrogio | Diavoli Rosa    | definitivo |
| S        | Nicola Tiozzo        | Cuneo           | definitivo |
| L        | Alessandro Toscani   | Impavida Ortona | definitivo |
| C        | Andrea Truocchio     | Emma Villas     | definitivo |
| O        | Ivan Zanettin        | Casarano        | definitivo |

| Cessioni | Cessioni           | Cessioni          | Cessioni   |
| R.       | Nome               | a                 | Modalità   |
| -------- | ------------------ | ----------------- | ---------- |
| O        | Roberto Cazzaniga  | New Real Gioia    | definitivo |
| S        | Matheus Dall'Agnol | Normanna Aversa   | definitivo |
| C        | Alex Erati         | Porto Robur Costa | definitivo |
| P        | Fernando Garnica   | Tricolore         | definitivo |
| C        | Carmelo Gitto      | Franco Tigano     | definitivo |
| S        | Luca Indellicati   | ?                 | -          |
| S        | Giuseppe Ottaviani | Emma Villas       | definitivo |
| C        | Luca Palmisano     | Alto Canavese     | definitivo |
| C        | Stefano Patriarca  | Atlantide Brescia | definitivo |
| S        | Mattia Rosso       | Franco Tigano     | definitivo |
| P        | Nicola Zonta       | Virtus Fano       | definitivo |

## Risultati

### Serie A2

#### Girone di andata
| 1ª Giornata - 10 ottobre 2021 PalaGrotte, Castellana Grotte          | New Mater         | 3 - 0 | Olimpia Bergamo     | 25-23, 25-17, 25-21               |
| 2ª Giornata - 17 ottobre 2021 PalaCastagnaretta, Cuneo               | Cuneo             | 0 - 3 | New Mater           | 22-25, 15-25, 24-26               |
| 3ª Giornata - 24 ottobre 2021 PalaGrotte, Castellana Grotte          | New Mater         | 3 - 1 | Tricolore           | 25-23, 26-24, 23-25, 25-20        |
| 4ª Giornata - 31 ottobre 2021 PalaVicentini, Caorle                  | Motta             | 3 - 1 | New Mater           | 25-20, 25-17, 20-25, 25-21        |
| 5ª Giornata - 7 novembre 2021 PalaGrotte, Castellana Grotte          | New Mater         | 3 - 0 | Mondovì             | 25-20, 25-22, 26-24               |
| 6ª Giornata - 14 novembre 2021 PalaSanFilippo, Brescia               | Atlantide Brescia | 3 - 2 | New Mater           | 25-21, 21-25, 24-26, 25-22, 15-11 |
| 7ª Giornata - 20 novembre 2021 PalaGrotte, Castellana Grotte         | New Mater         | 3 - 2 | Lupi Santa Croce    | 25-19, 18-25, 25-14, 15-25, 21-19 |
| 8ª Giornata - 28 novembre 2021 PalaFrancescucci, Casnate con Bernate | Libertas Brianza  | 0 - 3 | New Mater           | 23-25, 19-25, 28-30               |
| 9ª Giornata - 5 dicembre 2021 PalaMensSana, Siena                    | Emma Villas       | 0 - 3 | New Mater           | 15-25, 16-25, 21-25               |
| 10ª Giornata - 8 dicembre 2021 PalaGrotte, Castellana Grotte         | New Mater         | 3 - 2 | Rinascita Lagonegro | 25-15, 23-25, 25-16, 25-27, 15-13 |
| 11ª Giornata - 12 dicembre 2021 Palazzetto dello Sport, Porto Viro   | Porto Viro        | 3 - 1 | New Mater           | 27-25, 25-22, 20-25, 25-22        |
| 13ª Giornata - 19 gennaio 2022 PalaGrotte, Castellana Grotte         | New Mater         | 3 - 1 | Impavida Ortona     | 25-22, 17-25, 25-16, 25-22        |

#### Girone di ritorno
| 14ª Giornata - 13 febbraio 2022 PalaPozzoni, Cisano Bergamasco     | Olimpia Bergamo     | 3 - 0 | New Mater         | 25-19, 25-20, 25-20              |
| 15ª Giornata - 16 febbraio 2022 PalaGrotte, Castellana Grotte      | New Mater           | 3 - 0 | Cuneo             | 25-23, 25-23, 25-18              |
| 16ª Giornata - 2 marzo 2022 PalaBursi, Rubiera                     | Tricolore           | 3 - 0 | New Mater         | 25-17, 25-22, 25-16              |
| 17ª Giornata - 23 gennaio 2022 PalaGrotte, Castellana Grotte       | New Mater           | 3 - 2 | Motta             | 21-25, 25-20, 25-23, 23-25, 15-7 |
| 18ª Giornata - 30 gennaio 2022 PalaManera, Mondovì                 | Mondovì             | 3 - 2 | New Mater         | 20-25, 25-21, 16-25, 25-14, 15-8 |
| 19ª Giornata - 6 febbraio 2022 PalaGrotte, Castellana Grotte       | New Mater           | 3 - 1 | Atlantide Brescia | 23-25, 25-16, 25-19, 25-17       |
| 20ª Giornata - 20 febbraio 2022 PalaParenti, Santa Croce sull'Arno | Lupi Santa Croce    | 3 - 0 | New Mater         | 25-17, 25-23, 25-20              |
| 21ª Giornata - 27 febbraio 2022 PalaGrotte, Castellana Grotte      | New Mater           | 3 - 0 | Libertas Brianza  | 25-16, 25-15, 31-29              |
| 22ª Giornata - 6 marzo 2022 PalaGrotte, Castellana Grotte          | New Mater           | 1 - 3 | Emma Villas       | 25-22, 21-25, 15-25, 30-32       |
| 23ª Giornata - 13 marzo 2022 Palasport Villa D'Agri, Marsicovetere | Rinascita Lagonegro | 3 - 1 | New Mater         | 17-25, 25-23, 29-27, 25-20       |
| 24ª Giornata - 20 marzo 2022 PalaGrotte, Castellana Grotte         | New Mater           | 3 - 1 | Porto Viro        | 25-21, 23-25, 25-18, 25-20       |
| 26ª Giornata - 7 aprile 2022 Palasport Comunale, Ortona            | Impavida Ortona     | 1 - 3 | New Mater         | 16-25, 23-25, 25-23, 23-25       |

#### Play-off promozione
| Quarti di finale (gara 1) - 17 aprile 2022 PalaBursi, Rubiera            | Tricolore | 3 - 2 | New Mater | 25-22, 23-25, 25-22, 29-31, 15-10 |
| Quarti di finale (gara 2) - 24 aprile 2022 PalaGrotte, Castellana Grotte | New Mater | 3 - 2 | Tricolore | 19-25, 21-25, 25-22, 28-26, 19-17 |
| Quarti di finale (gara 3) - 28 aprile 2022 PalaBursi, Rubiera            | Tricolore | 3 - 0 | New Mater | 25-22, 25-17, 26-24               |

### Coppa Italia di Serie A2
| Quarti di finale - 26 gennaio 2022 PalaGrotte, Castellana Grotte | New Mater | 2 - 3 | Porto Viro | 25-17, 20-25, 18-25, 26-24, 14-16 |

## Statistiche

### Statistiche di squadra
| Competizione             | Punti | In casa | In casa | In casa | In trasferta | In trasferta | In trasferta | Totale | Totale | Totale |
| Competizione             | Punti | G       | V       | P       | G            | V            | P            | G      | V      | P      |
| ------------------------ | ----- | ------- | ------- | ------- | ------------ | ------------ | ------------ | ------ | ------ | ------ |
| Serie A2                 | 44    | 13      | 12      | 1       | 14           | 4            | 10           | 27     | 16     | 11     |
| Coppa Italia di Serie A2 | -     | 1       | 0       | 1       | 0            | 0            | 0            | 1      | 0      | 1      |
| Totale                   | -     | 14      | 12      | 2       | 14           | 4            | 10           | 28     | 16     | 12     |

G = partite giocate; V = partite vinte; P = partite perse 

### Statistiche dei giocatori
| Giocatore       | Serie A2 | Serie A2 | Serie A2 | Serie A2 | Serie A2 | Coppa Italia di Serie A2 | Coppa Italia di Serie A2 | Coppa Italia di Serie A2 | Coppa Italia di Serie A2 | Coppa Italia di Serie A2 | Totale | Totale | Totale | Totale | Totale |
| Giocatore       | P        | PT       | AV       | MV       | BV       | P                        | PT                       | AV                       | MV                       | BV                       | P      | PT     | AV     | MV     | BV     |
| --------------- | -------- | -------- | -------- | -------- | -------- | ------------------------ | ------------------------ | ------------------------ | ------------------------ | ------------------------ | ------ | ------ | ------ | ------ | ------ |
| A. Arienti      | 8        | 15       | 9        | 3        | 3        | 0                        | 0                        | 0                        | 0                        | 0                        | 8      | 15     | 9      | 3      | 3      |
| L. Borgogno     | 21       | 194      | 159      | 20       | 15       | 1                        | 4                        | 4                        | 0                        | 0                        | 22     | 198    | 163    | 20     | 15     |
| R. Capelli      | 16       | 8        | 5        | 1        | 2        | 1                        | 0                        | 0                        | 0                        | 0                        | 17     | 8      | 5      | 1      | 2      |
| S. De Santis    | 8        | 0        | 0        | 0        | 0        | 0                        | 0                        | 0                        | 0                        | 0                        | 8      | 0      | 0      | 0      | 0      |
| A. Fiore        | 21       | 182      | 150      | 19       | 13       | 1                        | 10                       | 8                        | 1                        | 1                        | 22     | 192    | 158    | 20     | 14     |
| M. Izzo         | 27       | 82       | 27       | 43       | 12       | 1                        | 2                        | 0                        | 0                        | 2                        | 28     | 84     | 27     | 43     | 14     |
| T. Lopes        | 27       | 511      | 441      | 31       | 40       | 1                        | 22                       | 19                       | 2                        | 1                        | 28     | 533    | 460    | 33     | 41     |
| L. Presta       | 27       | 178      | 122      | 49       | 7        | 1                        | 5                        | 4                        | 1                        | 0                        | 28     | 183    | 126    | 50     | 7      |
| F. Santambrogio | 26       | 19       | 4        | 5        | 10       | 1                        | 2                        | 0                        | 0                        | 2                        | 27     | 21     | 4      | 5      | 12     |
| N. Tiozzo       | 27       | 282      | 241      | 23       | 18       | 1                        | 14                       | 12                       | 1                        | 1                        | 28     | 296    | 253    | 24     | 19     |
| A. Toscani      | 27       | 0        | 0        | 0        | 0        | 1                        | 0                        | 0                        | 0                        | 0                        | 28     | 0      | 0      | 0      | 0      |
| A. Truocchio    | 26       | 231      | 168      | 55       | 8        | 1                        | 18                       | 13                       | 5                        | 0                        | 27     | 249    | 181    | 60     | 8      |
| I. Zanettin     | 4        | 3        | 2        | 1        | 0        | 1                        | 0                        | 0                        | 0                        | 0                        | 5      | 3      | 2      | 1      | 0      |

P = presenze; PT = punti totali; AV = attacchi vincenti; MV = muri vincenti; BV = battute vincenti